# Croton borneensis
Espèce
Croton borneensis est une espèce de plantes à fleurs du genre Croton et de la famille des Euphorbiaceae, présente à Bornéo (Sarawak, Kalimantan).